# James Forrestal

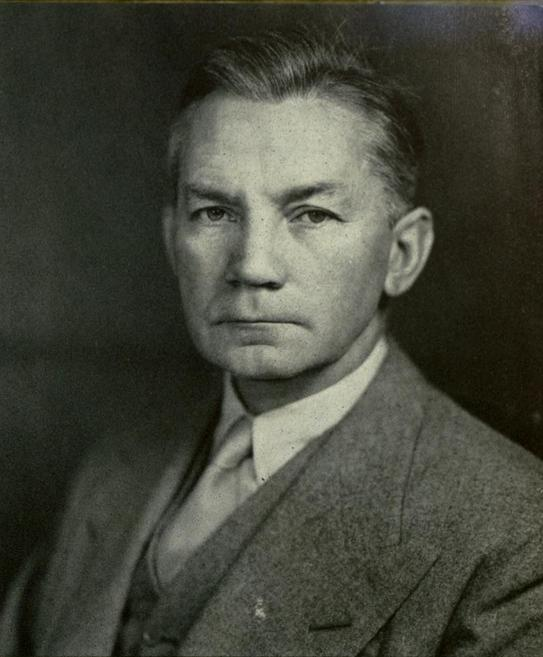
James Forrestal.

James Vicent Forrestal (Matteawan, 15 de febrero de 1892 - Condado de Montgomery, 22 de mayo de 1949) fue el último secretario de la Marina de los Estados Unidos (1944-1947; con rango de miembro de gabinete) y el primer secretario de Defensa de los Estados Unidos (1947-1949). 
Después de trabajar en una compañía de bonistas, estuvo en servicio como teniente aviador naval en la Armada de los Estados Unidos durante la Primera Guerra Mundial. Tras su retirada de la Armada, se dedicó a ayudar en las campañas del Partido Demócrata como integrante del consejo de publicistas. Se casó con Josephine Stovall (de nacimiento Ogden), escritora de la revista Vogue, en 1929; que desarrolló enfermedades mentales y alcoholismo.
Forrestal fue un partidario de los convoyes navales de ataque, centrándose en el uso de portaaviones. En 1954, el primer portaaviones que entró en servicio de una nueva clase de buques muy avanzados y diseñados para operar con reactores y bombarderos medios con capacidad nuclear fue nombrado USS Forrestal en su honor y también la sede del Departamento de Energía de los Estados Unidos. También deben a él su nombre la cátedra Forrestal de la Academia Naval de los Estados Unidos, que reúne a importantes líderes militares y civiles del mundo para hablar con brigadas de guardia marinas, y el campus James Forrestal de la Universidad de Princeton, en el Municipio de Plainsboro, en el estado de Nueva Jersey.
Forrestal, que, aunque estaba en una edad aún productiva (57 años), llamó la atención de la prensa sobre los rumores acerca de su estado de salud. La decisión del presidente Harry S. Truman de destituirlo como Secretario de Defensa, el 31 de marzo de 1949, se dijo que lo llevó a un colapso nervioso, lo cual fue negado por su hermano. Forrestal, sin embargo, fue hospitalizado el 2 de abril de 1949. El 22 de mayo de 1949 fue encontrado muerto en el techo de un pasillo cubierto debajo de la ventana de una cocina en el vestíbulo de su habitación en el piso 16 en el National Naval Medical Center (NNMC, comúnmente conocido como el Hospital Naval de Bethesda), con un albornoz o faja anudada con fuerza alrededor de su cuello. Sucedió el día en que Forrestal fue dado de alta del hospital. Los medios de comunicación, los forenses y funcionarios de la Marina estadounidense informaron que se había suicidado. Las circunstancias de la muerte fueron revisadas, sin embargo, por una comisión convocada por el contraalmirante Morton D. Willcutts, el jefe del NNMC (1948-1951). El comité publicó solo una lista breve de las conclusiones de varios meses después de haber terminado su labor. Se reveló que la muerte se provocó tras una caída, aunque no se informó de las circunstancias de ella dado que el informe no se reveló completamente sino hasta 2004, concluyendo finalmente que fue un suicidio por depresión.
En su función  de primer secretario de defensa de los Estados Unidos luego de concluida la Segunda Guerra Mundial, Forrestal tenía el convencimiento de que agentes secretos israelíes le seguían a todas partes. Los médicos, convencidos de lo absurdo de esta fijación, le declararon paranoico y le confinaron en la planta superior del hospital militar Walter Reed. Un buen día se arrojó al vacío gritando "VIENEN LOS RUSOS" encontrando la muerte aunque otras fuentes citan el ahorcamiento, probablemente  fue una combinación de ambas el mecanismo perpetrado por Forrestal para suicidarse. Más tarde se supo que, en efecto, Forrestal estaba sometido a vigilancia por agentes israelíes, a quienes preocupaba que el Secretario de  Estado pudiera suscribir un acuerdo secreto con los representantes de los países árabes. Aun cuando Forrestal estaba mentalmente enfermo, es indudable que el diagnóstico de paranoia no contribuyó a mejorar su condición.